# Prava Crvena Hrvatska
Prava Crvena Hrvatska je bio tjednik iz Dubrovnika. Izlazio je izlazio od 19. ožujka 1905. do 9. studenoga 1918. godine.:252.
Osnivanje lista posljedica je neslaganja manje skupine dubrovačkih pravaša i svećenika s politikom dalmatinskih narodnjaka i pravaša, koji se nisu slagali s ujedinjenjem Narodne stranke i Stranke prava u novoosnovanu Hrvatsku stranku ni s politikom suradnje sa Srbima koja je zaživjela kao novi kurs.:252. Uz pomoć kanonika Antuna Liepopilija i Joza Crnice nezadovoljni pravaši preuzeli su Dubrovačku hrvatsku tiskaru te pokrenuli Pravu Crvenu Hrvatsku.:226.
Vasnici lista bili su kanonici Antun Liepopili, Jozo Crnica te Salamon Mandolfo, Gjuro Kovačević i Đuro Rašica.:252. Kao imućni pravaši, Liepopili, Crnica i Mandolfo pomagali su list prilozima. Mlađi brat Đuro, Marko Rašica, za se je tvrdio da je bio urednikom lista, premda se u izvorima ne može naći potvrda za to.:226.
Uređivali su ga Vlaho Kelez, Frano Schick i Ivo Birimiša. Tjednik je bio list Čiste stranke prava. Nerijetko su preko stranica lista polemizirali s pravaškim listom Crvenom Hrvatskom.
Prava Crvena Hrvatska do zadnjeg dana zalagala se za jačanje hrvatskog pravaškog nacionalnog korpusa te ujedinjenje Hrvatske i Dalmacije pod krunom Habsburške Monarhije.:252.